# Bloeschhaus

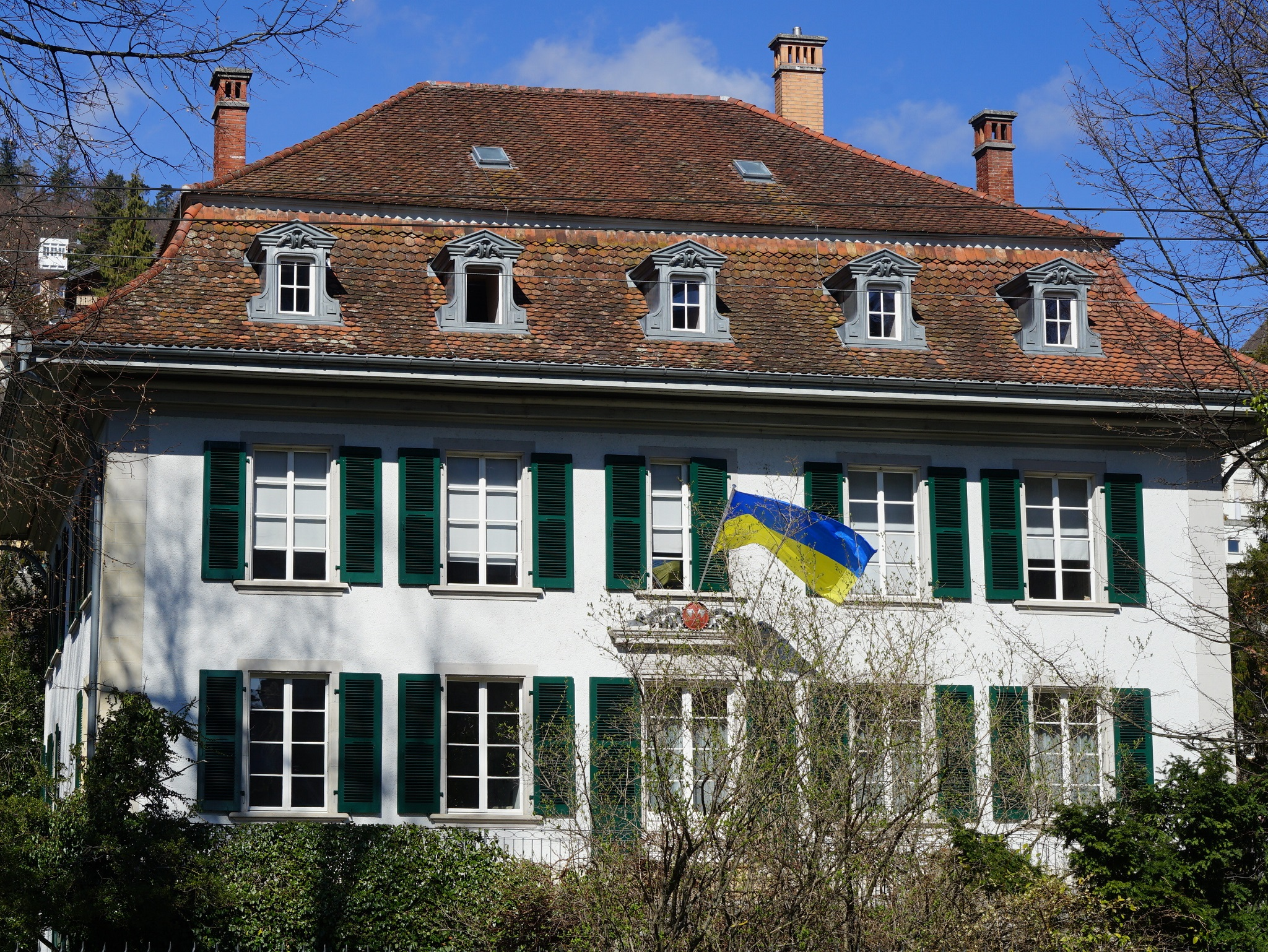
Bloeschhaus (2022)

Das Bloeschhaus in Biel (französisch Bienne) ist ein Villa im Schweizer Kanton Bern. Der Sitz des Stadtpräsidenten wurde 1818 im Stil des Klassizismus errichtet und steht als Kulturgut unter Denkmalschutz.

## Lage
Das Bauwerk befindet sich an der Mühlebrücke 5 im Quartier Neustadt Nord (Nouvelle ville nord) nördlich der Schüss. Es ist Teil der «Baugruppe C» (Seevorstadt) westlich der Bieler Altstadt und gehört wie der Landsitz Rockhall zur vorstädtischen Villenbebauung. Für die Strasse war ein alter Übergang über die Schüss namensgebend.

## Geschichte
Die Villa wurde 1818 erbaut. Der Arzt Cäsar Adolf Bloesch wohnte dort von 1840 bis zu seinem Tod 1863. Innenumbauten erfolgten 1914 und 1925 durch Saager & Frey für Adrien Brandt (Omega Watch). Nach einem weiteren Innenumbau wurde das Haus 1946 Sitz des Stadtpräsidenten und der Stadtkanzlei. Eine Renovation erfolgte 1995/1996.
Die «repräsentative» Fabrikantenvilla von «kultureller Bedeutung» wurde am 27. Januar 1999 durch Regierungsratsbeschluss (RRB 0129) geschützt und 2003 rechtswirksam im Bauinventar des Kantons als «schützenswert» verzeichnet. Es ist in das Schweizerische Inventar der Kulturgüter von regionaler Bedeutung (Kategorie B) eingetragen.

## Beschreibung
Das zweigeschossige, klassizistische Gebäude ist «klar komponiert». Der solide Bau trägt ein Mansardwalmdach und wurde «in lokaler Handwerkstradition ausgeführt». Das Dach ist mit handgestrichenen Biberschwanzziegeln gedeckt. Die «dekorativen» Lukarnen wurden um 1914 hinzugefügt. Der Putzbau mit fünf Fensterachsen zeigt grau gefasste rahmende Elemente. Dazu gehören steinerne Ecklisenen, Fenster- und Türeinfassungen sowie das hölzerne Kranzgesims. Die Fenster sind geteilt und haben Fensterläden. Der rückseitige Treppenhausanbau wurde etappenweise erstellt. Die Terrasse an der Südseite wurde auf einem Kalksteinsockel errichtet. Zu ihr führt eine zweiläufige Treppe. Über der Terrassentür ist das Stadtwappen angebracht. Der Park hat alten Baumbestand, eine Fontaine und Brunnen.
Das Hinterhaus «Mühlebrücke 5a» hat einen mit massivem Unterbau und Ständer-Konstruktion im Obergeschoss. Die Tür- und Fenstergewände des Erdgeschosses sind aus Sandstein gefertigt und gelten als «vorzüglich».

## Belege
1. 1 2 3 4 5 6  Denkmalpflege des Kantons Bern: Biel/Bienne, Mühlebrücke 5. In: Bauinventar des Kantons Bern. Kanton Bern, abgerufen am 18. Januar 2024.
2. ↑  KGS-Nr.: 00758.

Koordinaten: 47° 8′ 25,8″ N, 7° 14′ 37,9″ O; CH1903: 585225 / 221076